# Épire (périphérie)
Pour les articles homonymes, voir Épire (homonymie).
L'Épire constitue l'une des treize régions administratives de la Grèce.
Elle est bordée à l’ouest par la mer Ionienne, et elle est limitrophe au nord-ouest à l'Albanie, au nord à la région de Macédoine-Occidentale, à l'est à la région de Thessalie, au sud à la Grèce-Occidentale. Sa capitale est Ioánnina (57 000 habitants). La périphérie est divisée en quatre districts régionaux : 
- Arta ;
- Ioannina ;
- Prévéza ;
- Thesprotie.

Depuis le programme Kallikratis de 2011, cette région fait également partie du diocèse décentralisé d'Épire-Macédoine occidentale.

## Géographie
Sa superficie est de 9 300 km2 et sa population d'environ 320 000 habitants selon le recensement de 2021.

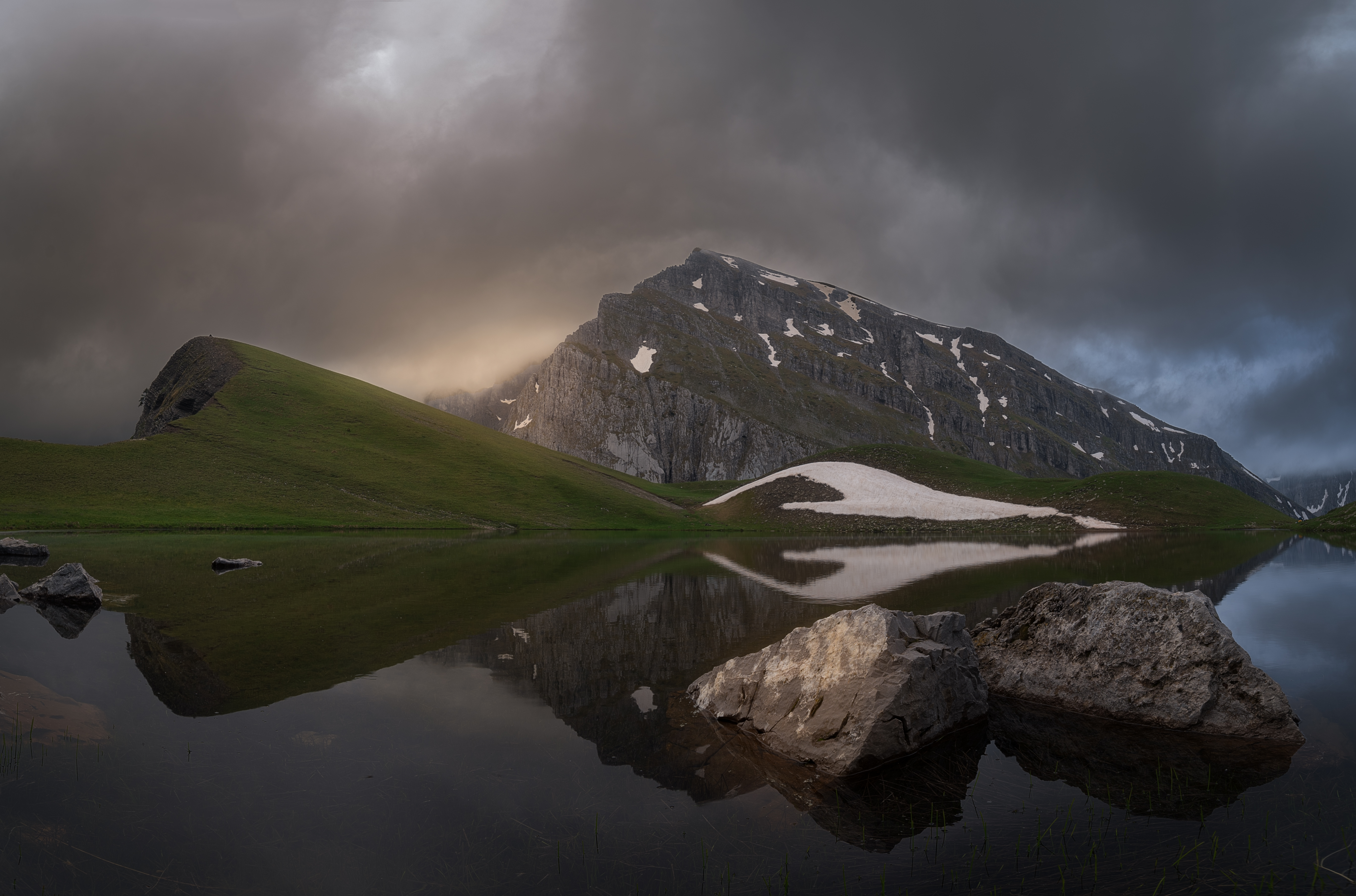
Drakolimni, ou lac du dragon, les monts Tymfi dans l'Épire. Mai 2017.
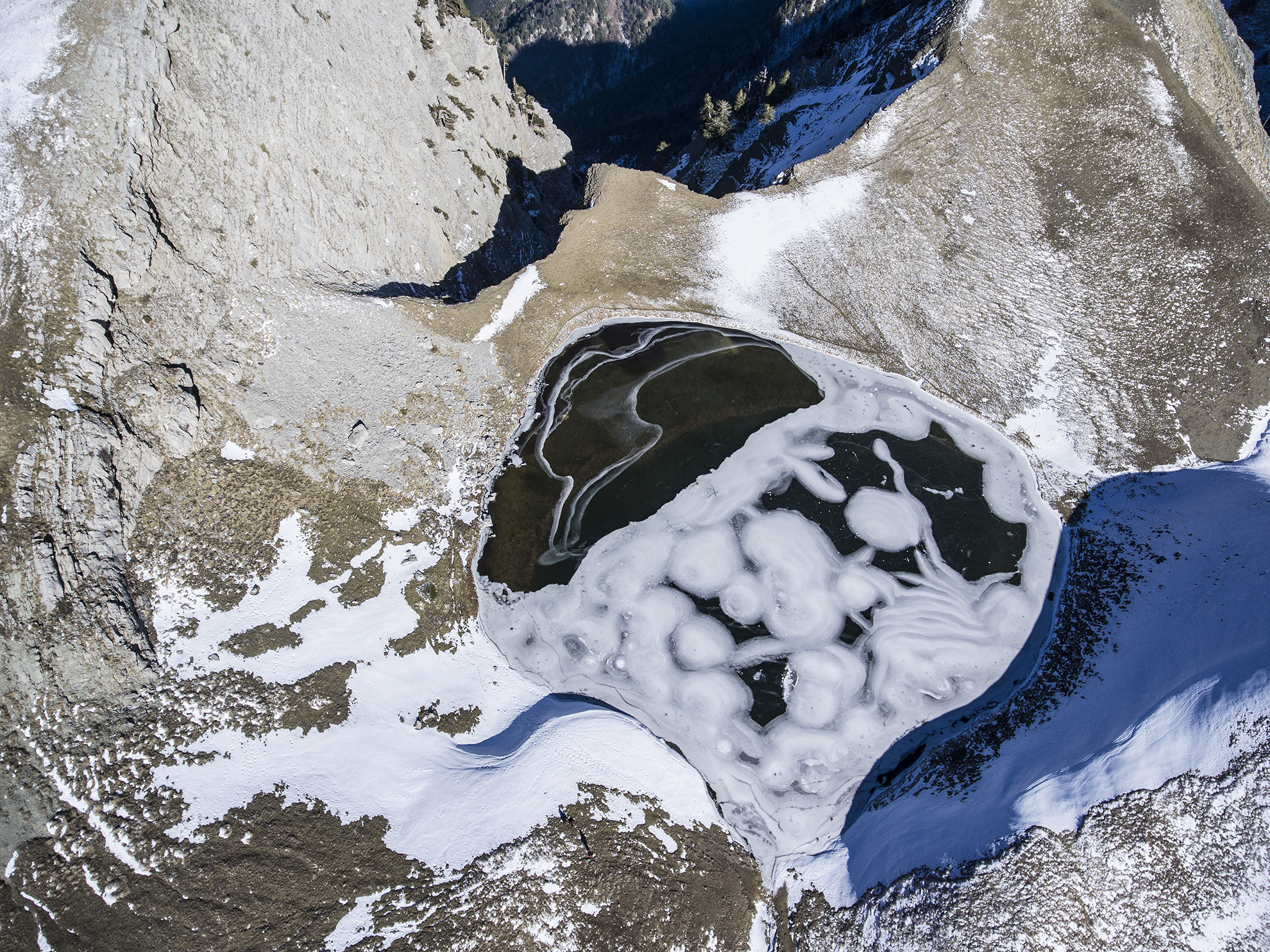
Vue aérienne de ce même lac. Décembre 2016.
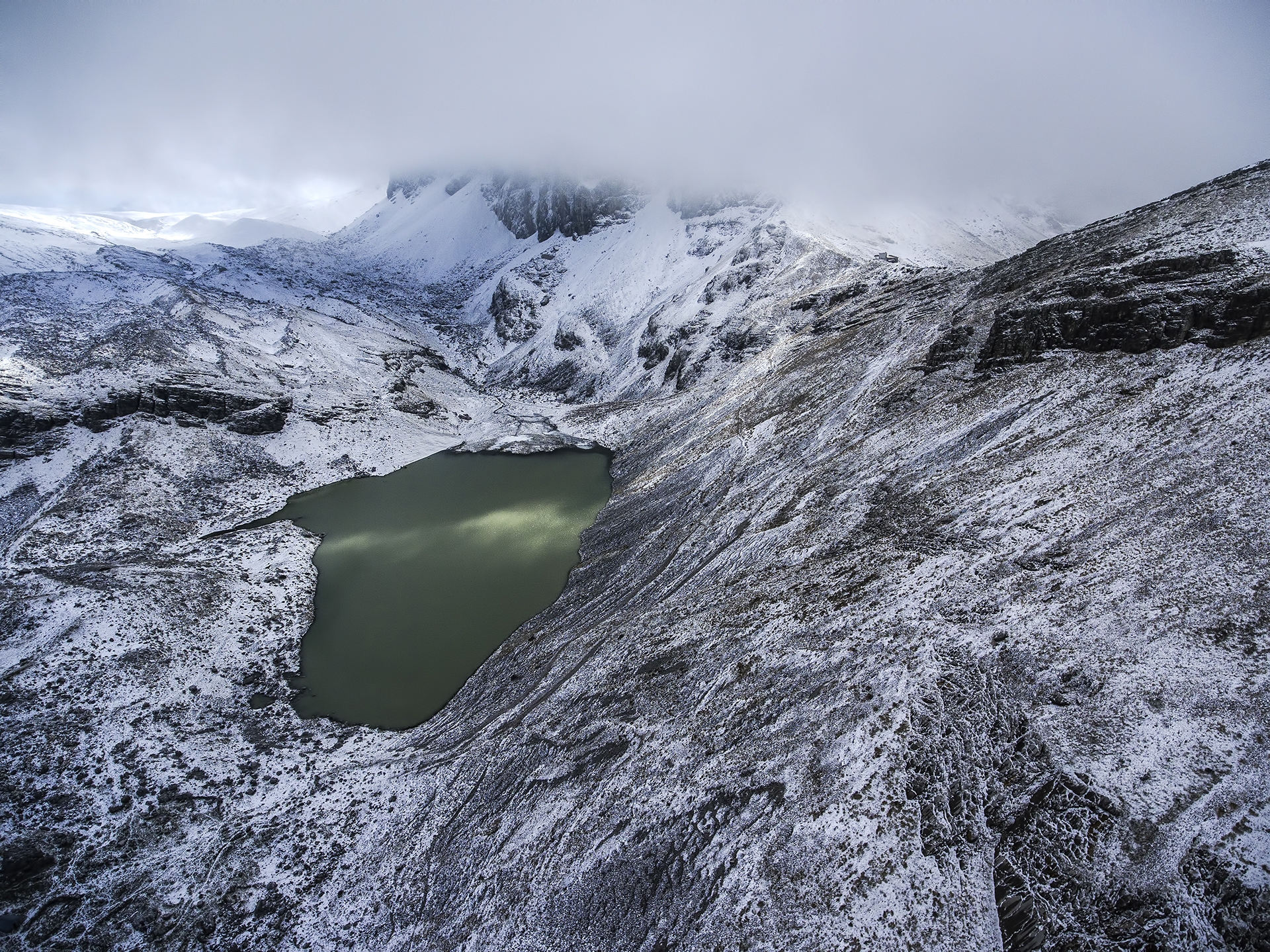
Première neige sur le lac Xeroloutsa près du mont Tymfi dans l'Épire. Novembre 2016.

Montagneuse (2 646 m au Smolikas) et peu fertile, l’Épire renferme des lacs sans émissaires (on parle d’endoréisme), comme celui de Ioannina, une des villes principales. La plaine littorale est plus fertile. 
Le relief et le climat neigeux en hiver coupent encore quelquefois cette région du reste du monde l'hiver.
L'Épire est connue pour la beauté de ses paysages : hautes falaises calcaires du Tymphée, gorges profondes de Vikos, vastes forêts de chênes, puis de conifères, en suivant la route de Ioannina à Metsovo, vallée humide où se niche le sanctuaire de Zeus dodonéen.

## Administration
Depuis la réforme Kallikratis de 2010, les anciens nomes de Thesprotie, Ioannina, Arta et Préveza ont été remplacés par de nouvelles entités administratives appelées districts régionaux, dont les frontières n'ont pas été modifiées. L'organisation municipale a été simplifiée, le nombre de communes passant de 76 à 18.

## Histoire
Dans l'Antiquité, l'Épire, peuplée de Doriens du Nord-Ouest, fut davantage considérée (du moins par les Ioniens) comme un pays « barbare » hellénisé que comme une province grecque traditionnelle. Elle appartînt à la Macédoine avant de devenir une province romaine, puis byzantine et de devenir un despotat indépendant peuplé de Grecs, d'Albanais et de Valaques.
Conquise au XVe siècle par les Turcs ottomans, l'actuel territoire de la périphérie d'Épire se rattacha à la Grèce le 21 février 1913 avec la prise de la ville de Ioannina par les forces grecques lors de la Première guerre balkanique. Cette région a particulièrement souffert de la guerre civile, qui s'est prolongée jusqu'en 1949, opposant royalistes et communistes.